# Карен Мок
Мо Венвеи (кин. 莫文蔚 , пин’јин Mò Wénwèi, позната као Карен Мок; Хонгконг, 2. јун 1970) јесте хонгконшка певачица и глумица. До сада је издала више од 30 албума, глумила је у више од 50 филмова и одржала преко 75 концерата. Освајала је награде за најбољу певачицу на просторима континенталне Кине, Хонг Конга, Тајвана, Јужне Кореје, Сингапура итд. Међу њима су и награде Златна мелодија (кин. 金曲奖, пин'јин jīnqǔjiǎng), као и награде Мнет (кин. Mnet 亚洲音乐大奖最佳亚洲艺人, пин'јин Mnet yàzhōu yīnyuè dàjiǎng zuì jiā yàzhōu yìrén) која се додељује најбољем азијском уметнику. Што се тиче филмова, освојила је хонгконшку награду за најбољу споредну женску улогу у филму „Пали анђели“ (кин. 堕落天使, пин'јин duòluò tiānshǐ), а номинована је и за награде Златна медаља (кин. 金像奖, пин'јин јīn xiàng jiǎng) и Златни коњ (кин. 金马奖, пин'јин jīnmǎ jiǎng) за најбољу женску улогу у филму „Бог кулинарства“ (кин. 食神, пин'јин shíshén).

## Биографија
Отац Карен Мок је кинеско-велшког порекла, а мајка је половином кинеског порекла, четвртином немачког и четвртином иранског порекла. Њен деда је био Алфред Морис, први директор Краљевског колеџа (кин. 英皇书院, пин'јин yīnghuáng shūyuàn) у Хонг Конгу. Карен течно говори пет језика (енглески, кантонски, мандарински (стандардни кинески језик), француски и италијански). Завршава англиканску женску средњу школу у Хонг Конгу (кин. 拔萃女书院, пин'јин bá cuì nǚ shūyuàn), са одличним оценама из енглеског и француског и домаћинства, и врло добрим оценама из још пет предмета. Добила је прву награду за изванредне студенте из Хонг Конга (кин. 香港杰出学生奖, пин'јин xiānggǎng jiéchū xuéshēng jiǎng), а касније је добила двогодишњу стипендију за јадрански Колеџ уједињеног света у Италији. Након тога је на универзитету Ројал Холовеј у Лондону студирала италијански језик и књижевност, а после тога се вратила у Хонг Конг где  је године 1993. имала свој деби.

### Филмска каријера
- До сада Карен Мок је глумила у скоро 50 филмова, од којих је у 40 имала главну улогу
- Номинације: награда Златна медаља, награда Златни коњ, награда Друштва филмских критичара из Хонг Конга (кин. 香港电影评论学会大奖, пин'јин xiānggǎng diànyǐng pínglùn xuéhuì dàjiǎng) за најбољу женску главну улогу, награда за најбољу женску улогу (5 пута), награда Златни петао (кин. 金鸡奖, пин'јин jīnjī jiǎng), награда Стотину цветова (кин. 百花奖, пин'јин bǎihuā jiǎng), награда Златна баухиниа (кин. 金紫荆奖, пин'јин јīn zǐjīng jiǎng), награда за најбољу женску споредну улогу (8 пута)
- Награду Златни петао за најбољу женску споредну улогу добила је за филм „Стари живот Хонг Конга“ (кин. 老港正传, пин'јин lǎo gǎng zhèng zhuàn)
- Награду Златна медаља за најбољу женску споредну улогу добила је за филм „Пали анђели“ (кин. 堕落天使, пин'јин duòluò tiānshǐ)
- Године 2007. Карен Мок је заузела 6. место на листи 10 најутицајнијих хонгконшких глумица у последњих десет година[3][3]
- Појављује се у Дизнијевом филму „Пут око света за 80 дана“
- Играла је главну улогу у тајландском филму „Мртвачки сандук“
- Играла је главну женску улогу у филму „Мајстор таиђија“ (кин. 太极侠, пин. tàijí xiá) који је изашао 2013. године, а који је режирао Кијану Ривс

### Музичка и сценска уметност
- Карен Мок је до сада номинована 7 пута за награду Златна мелодија за најбољи кинески женски вокал
- Године 2002. постала је прва хонгконшка певачица која је освојила тајванску награду Златна мелодија за албум „i“, а године 2011. освојила је исту награду са албумом „Драги“ (кин. 宝贝, пин'јин bǎobèi)
- Номинована је 6 пута за награду Златна мелодија за најбољи албум на кинеском језику, а године 2007. је и победила, и постала најчешће номинована кинеска певачица
- Године 2007. са песмом „Љубав према Хирошими“ (кин. 广岛之恋, пин'јин guǎngdǎo zhī liàn) победила је на Гласу Тајпеја FM107.7 (кин. 台北之音FM107.7, пин'јин guǎngdǎo zhī liàn FM107.7) – „Сто класичних песама“ (кин. 百首经典对唱歌曲票选活动, пин'јин Bǎi shǒu jīngdiǎn duìchàng gēqǔ piàoxuǎn huódòng) са 20011 гласова[4]
- Године 2008. потписује уговор са холивудском компанијом САА и придружује се интернационалним звездама попут Бред Пита и Дејвида Бекама, чиме постаје прва уметница из Хонг Конга која се прикључила овако великој менаџерској компанији[5]
- У америчком магазину „Hollywood Reporter“ Карен је описана као „једна од најуспешнијих азијских глумица“
- Године 2008. представљала је Хонг Конг на Петом азијском музичком фестивалу у Јужној Кореји и добила награду за најбољу певачицу у Азији (Кина)[3]
- Године 2013. објављен је њен први џез албум на енглеском језику „Негде где припадам“ (енг. Somewhere I Belong), чиме је она постала прва кинеска певачица чије песме се могу наћи на Ајтјунсу.[6] Исте године, поводом двадесетогодишњице њеног првог наступа, Карен је одржала изложбу „ Двадесет година Карен Мок“, а у новембру те године је почела турнеју. Одржала је 27 концерата у 15 градова. Карта за њен концерт на стадиону у Чонгђингу (кин. 重庆, пин'јин Chóngqìng) коштала је 3680 јуана, што је до тада најскупља карта за концерт неке кинеске певачице
- Године 2015. након тромесечног одмора, Карен почиње своју нову турнеју под називом „Погледај свет“ (кин. 看看世界巡回演唱会, пин'јин кàn kàn shìjiè xúnhuí yǎnchàng huì) и за годину дана је одржала 28 концерата
- Карен је прва кинеска певачица која је одржала концерте у Италији и Шпанији
- Карен најављује да 2020. године неће радити већ ће путовати са својим мужем
- У марту 2018. године објављена је песма „Полако те волим“ (кин. 慢慢喜欢你, пин'јин màn man xǐhuān nǐ)

### Остало
- Карен је учествовала у церемонији отварања и затварања Летњих олимпијских игара у Пекингу 2008. године[7]
- Три године за редом (2010-2012) била је на списку 100 најпознатијих личности Кине (на 62., 47. и 55. месту)

Карен је верни заштитник животиња, сматра да је „крзно њихово, а не наше“. Организација „Пријатељи животиња“ прогласила је Карен за „најбоље обучену уметницу“ јер не носи крзно